# Gerhard Armauer Hansen
Gerhard Henrik Armauer Hansen (29 tháng 7-1841 – 12 tháng 2-1912) là bác sĩ người Na Uy, được biết đến nhờ công trình khám phá vi khuẩn Mycobacterium leprae năm 1873 là nguyên nhân gây bệnh phong cùi.
Ông sinh ra tại Bergen và học y khoa tại Trường Đại học Hoàng gia Frederik (hiện nay là Đại học Oslo), tốt nghiệp năm 1866. Ông thực tập nội trú tại Bệnh viện quốc gia tại Christiania (Oslo) ở Lofoten. Năm 1868 Hansen quay về Bergen để tìm hiểu về bệnh phong cùi và làm việc với Daniel Cornelius Danielssen, một chuyên gia nổi tiếng.
Vào thời điểm đó, bệnh phong được coi là có nguồn gốc di truyền hay khí độc. Hansen đã kết luận rằng những nghiên cứu cơ bản về mặt dịch tễ họcl cho thấy đây là một căn bệnh đặc biệt do một nguyên nhân khác. Trong khoảng thời gian 1870-71 Hansen tới Bonn và Viên để học hỏi những kỹ năng cần thiết cho việc xây dựng giả thiết của mình. Năm 1873, ông công bố phát hiện ra Mycobacterium leprae trong mô của tất cả bệnh nhân bị mắc, mặc dù ông không nhận ra đây là vi khuẩn và nhờ vậy ông được sự giúp đỡ hạn chế.
Năm 1879 ông đưa mẫu mô cho Albert Neisser người đã nhuộm thành công vi khuẩn này và công bố vào năm 1880, đồng thời khẳng định đã tìm ra vi sinh vật gây bệnh. Do đó đã xảy ra mâu thuẫn giữa Neisser và Hansen, khi mà Hansen là người khám phá ra vi khuẩn gây bệnh và Neisser là người đã xác định yếu tố nguyên nhân của bệnh. Neisser sau đó đã cố gắng hạ thấp sự ủng hộ của mọi người đối với Hansen. Tuy nhiên khẳng định của Hansen kém thuyết phục khi mà ông thất bại trong việc tìm ra môi trường nuôi cấy vi sinh nhân tạo để chứng minh sinh vật hình que này là nguyên nhân lây nhiễm bệnh. Ngoài ra Hansen còn cố gắng chứng minh bằng cách lây nhiễm cho ít nhất một bệnh nhân nữ mà không qua hội chẩn và mặc dù không có hậu quả nào xảy ra, vụ án này đã được phán xét ở tòa và ông buộc phải rời bỏ chức vụ tại bệnh viện.
Hansen vẫn làm việc như là chuyên viên bệnh phong tại Na Uy và nhờ những nỗ lực của ông trong suốt những năm 1877 và 1885, số ca mắc bệnh phong giảm từ 1.800 ca năm 1875 xuống còn 575 ca nămn 1901. Cống hiến không ngừng của ông đã được Hiệp hội Phong Quốc tế công nhận tại Bergen năm 1909.
Hansen đã mắc bệnh giang mai từ thập niên 1860 nhưng ông mất vì bệnh tim mạch.
Ở Bergen, Na Uy một bảo tàng y khoa đã được đặt tên Hansen, thường được biết đến với cái tên Bảo tàng Leprosy. Trường Đại học Bergen cũnh đã đặt tên một khoa - Tòa nhà Armauer Hansen - tọa lạc tại Bệnh viện Đại học Haukeland ở Bergen. Các di tích ở Bergen đã được UNESCO ghi vào danh sách Ký ức của thế giới.